# Survival (Dave East)
Survival è il primo album del rapper statunitense Dave East, pubblicato da Def Jam e Mass Appeal Records e From the Dirt nel 2019.
| Recensione | Giudizio |
| ---------- | -------- |
| AllMusic   | positivo |
| HipHopDX   |          |

## Tracce
1. They Wanna Kill You (featuring DJ Premier) – 2:34 – Swizz Beatz
2. Penthouse (featuring J. Black) – 3:39 – Mike & Keys
3. Godfather 4 (featuring Nas) – 4:11 – DJ Green Lantern
4. Need a Sign (featuring Teyana Taylor) – 6:23 – AraabMuzik, CT (co-prod.), S. Dot (prod. agg.), BoogzDaBeast (prod. agg.)
5. On My Way 2 School – 3:33 – Buda & Grandz, Coop the Truth, Wisponer, Alist Fame (co-prod.), Justin Zim (prod. agg.)
6. Seventeen – 3:06 – Timbaland, Shucati, Mike Kuz (prod. agg.)
7. Mama I Made It – 4:37 – AraabMuzik, BoogzDaBeast (co-prod.)
8. OG (featuring Rick Ross & The-Dream) – 3:41 – Cashmoney AP, iLL Wayno, BoogzDaBeast (co-prod.)
9. What's Going On (featuring Fabolous) – 3:07 – Mike Kuz, Buda & Grandz
10. Baby – 3:17 – BoogzDaBeast
11. Alone (featuring Jacquees) – 4:20 – Major Seven, King BNJMN, Graham, BoogzDaBeast (co-prod.)
12. Everyday (featuring Gunna) – 3:21 – Street Symphony, D.O. Speaks (prod. agg.), Mike Kuz (prod. agg.), S. Dot (prod. agg.), Buda & Grandz (prod. agg.)
13. Devil Eyes (featuring Mozzy & E-40) – 5:21 – The Mekanix, Mike Kuz
14. Night Shift (featuring Lil Baby) – 3:42 – Murda Beatz, Sool Got Hits
15. Wanna Be a G (featuring Max B) – 4:17 – Beat Butcha
16. Me & Mines – 4:05 – V Don
17. Daddy Knows (featuring Ash Leone) – 3:21 – Nascent, S. Dot (prod. agg.), BoogzDaBeast (prod. agg.)
18. What You Mad At – 4:55 – S. Dot, Buda & Grandz (co-prod.), Woodley (prod. agg.), Mike Kuz (prod. agg.), Ash (prod. agg.)
19. On Sight (featuring Ty Dolla Sign (bonus) – 2:42 – AraabMuzik
20. The Marathon Continues (Nipsey tribute) – 3:45 – AraabMuzik, Motif Alumni (co-prod.)

## Classifiche
| Classifica (2019) | Posizione massima |
| ----------------- | ----------------- |
| Canada            | 50                |
| Stati Uniti       | 11                |